# Dom van Eisenstadt
De Domkerk Sint-Martinus (Duits : Dom St. Martin) is de rooms-katholieke kathedraal van het in 1960 opgerichte bisdom Eisenstadt in Eisenstadt, Oostenrijk.

## Geschiedenis
De eerste verwijzing naar de kerk als Capella Sancti Martini de minori Martin dateert van 1264, toen Eisenstadt zijn oorspronkelijke naam kreeg: in het Latijn Minor Martin en in het Duits Kleinmartinsdorf. Van deze kapel bevinden zich nog resten in de romaanse fundamenten van het huidige koor. In de 13e eeuw werd de kapel vergroot door de toevoeging van een vroeg-gotisch koor en de noordelijke Familiekapel.
In 1460 werd de kerk herbouwd als een versterkte kerk, omdat men na de Val van Constantinopel in 1453 een Turkse aanval verwachtte. Een belegering van de stad door de Hongaarse koning Matthias Corvinus in 1488 en de latere oorlog tegen de Turken vertraagden de voltooiing van de gotische hallenkerk.
Na de grote brand van 1589 verstreken er decennia voordat er met de wederopbouw van de beschadigde kerk werd begonnen. Het herstel van de vervallen kerk vond plaats in vroeg-barokke vormen met kruisgraatgewelven en rondboogvensters in het presbyterium.
Om de kerk een authentieker aanzien te geven werd tegen het einde van de 19e eeuw een begin gemaakt aan de hergotisering van de kerk. De barokke altaren werden verwijderd en de barokke vensters werden vervangen door maaswerkvensters. De barokke beschildering verdween al eerder onder een nieuwe laag kalk.
Na de oprichting van het bisdom Eisenstadt in 1960 werd de Martinuskerk verheven tot kathedraal. Sint-Martinus werd zowel de patroonheilige van het bisdom als het Burgenland. Onder bisschop Stephan László vond er in 1960 een renovatie van het het interieur en de plaatsing van nieuwe ramen plaats.
In 2003 werd onder bisschop Iby de domkerk naar een ontwerp van het architectbureau Lichtblau-Wagner heringericht.

## Interieur
De architectuur van het interieur werd in 1960 gewijzigd. De vensters van het koor hebben betrekking op het thema Christus, de Koning en Zijn rijk en stammen van Franz Deéd. Het middelste venster toont Christus als Koning der koningen. De voorstellingen van de overige vensters zijn steeds als volgt te verdelen: het onderste deel heeft betrekking op het Oude Testament, het middelste deel op het Nieuwe Testament en het bovenste veld betreffen scènes uit de kerkgeschiedenis. De ramen van het kerkschip tonen motieven uit de Openbaring van Johannes en zijn het werk van Margret Bilger. In 1980 maakte Thomas Resetarits een reliëf van een Mantelmadonna, die boven de bronzen deuren van het portaal van de dom werd aangebracht. De altaarruimte werd in 2003 opnieuw ontworpen door Brigitte Kowanz en wordt gekenmerkt door het gebruik van glas.
Naast modernere werken bezit de kerk ook nog talrijke oudere kunstwerken:
- De barokke preekstoel bezit aan de kuip een reliëf van Christus onder de schriftgeleerden en op de rugzijde tussen het klankbord en de kuip een reliëf van Christus de Zaaier. Op het klankbord bevindt zich een beeld van Sint-Paulus.
- Bij de toegang naar de sacristie hangt een 17e-eeuws olieverfschilderij van Christus voor Kajafas.
- In het zuidelijk kerkschip bevindt zich een haut-reliëf van Christus op de Olijfberg (1500).
- Het olieverfschilderij van de Apotheose van de heilige Martinus (1777) is het vroegere altaarstuk van het barokke hoogaltaar dat door Stephan Dorfmeister werd geschilderd.
- Bij het noordelijke portaal hangt een olieverfschilderij uit 1777 van Maria met Kind op een maansikkel, die met de kruisstaf de slang (symbool van de erfzonde) treft.
- Bij de toegang tot de Familiekapel hangt een schilderij van de heilige Leonhard met daaronder een afbeelding van Eisenstadt (19e-eeuws).
- In de Familiekapel staat een barokke beeldengroep van de Heilige Familie opgesteld. In deze 14e-eeuwse kapel zijn in het gotische kruisribgewelf twee sluitstenen met een Christusvoorstelling en een hand te zien.[1]

## Orgel
De dom is beroemd om zijn kerkmuziek. Er worden regelmatig concerten georganiseerd en jaarlijks vinden er de Haydn Festspiele plaats. Het orgel werd volgens de aanwijzingen van Joseph Haydn gebouwd in 1778 door Johann Gottfried Malleck uit Wenen dankzij een schenking door de weduwe Theresia Frigl. Een latere nieuwbouw was nodig omdat het oudere orgel zwaar beschadigd was door eerdere reparaties. Belangrijke wijzigingen onderging het orgel in 1944, die door de orgelbouwer Karl Schuke, Potsdam, werden uitgevoerd. De laatste restauratie, eveneens door Schuke uitgevoerd, vond plaats in 1973, waarin alle toevoegingen uit 1944 ongedaan werden gemaakt. Een bijzonder kenmerk van het instrument is dat het nog steeds barokke elementen bezit, terwijl het eveneens beantwoordt aan de vroeg-19e-eeuwse klankesthetiek.